# Uuno Kailas
Frans Uuno Kailas, född Salonen 29 mars 1901 i Heinola landskommun, Finland, död 22 mars 1933 på ett sanatorium i Nice, Frankrike, begravd i Helsingfors på statens bekostnad, var en finskspråkig författare.

## Författarskap
Uuno Kailas är mest känd för sina dikter. Fem diktsamlingar utkom under åren 1922–1931, samt postumt hans novellsamling som på svenska heter Rökskuggan (Geber, 1941, i översättning och med förord av Thomas Warburton). I den ingår också några dikter och litteraturbetraktelser (på Internet kan man hitta ytterligare några sådana). Han följde tidens strömningar och påverkades av författare som Edith Södergran, vars dikter han översatte till finska. Inte för inte var han en av de ledande gestalter bakom Fackelbärarna, även om han även publicerade sig i tidningar som Helsingin Sanomat.
Novellerna är också ojämna och det märks att han blev intagen på sinnessjukhus år 1929 för tvångsföreställningar och självmordstankar. Nästan alla hans noveller berör sjuka människor som ser eller hör sådant som medmänniskorna inte kan ta del av. Samtidigt är Kailas känslighet finstämd, som i novellen ”Passar mig inte”. 
Döden är också ständigt närvarande i Kailas noveller; inte konstigt då han led av TBC och hade fått sin dödsdom av läkare. Tankar och känslor om döden kommer till uttryck i varje novell. Vissa ställen kan citeras som visdomsord; ett lysande exempel från sidan 160 är:
”Ty själen förmådde inte ta del i tankearbetet; den vilade orörlig som vattnet i bottnen av en djup brunn där stäven inte räcker ned.”

## Familj
Uuno Kailas far var Eevert Kailanen (senare Salonen och Salomaa) dog 1952. Hans mor Olga (Honkapää) Salonen dog i barnsäng då Uuno var två år, vilket splittrade familjen eftersom fadern gifte om sig och Uuno växte upp hos släktingar på moderns sida.